# Корнудо суматранський
Корнудо суматранський (Batrachostomus poliolophus) — вид дрімлюгоподібних птахів родини білоногових (Podargidae).

## Поширення
Ендемік Суматри. Поширений у північній та західній частині острова. Трапляється у тропічних та субтропічних низовинних лісах та змішаних і соснових гірських ліси на висоті 660—1400 м.

## Опис
Самці червонувато-коричневого забарвлення з білим комірцем та білими круглими плямами на грудях і череві. Самиці блідо-коричневого забарвлення.

## Спосіб життя
Нічний птах. Вдень ховається у кроні дерев. Полює на комах.